# Almaz Smanbekov
Almaz Smanbekov (in kirghiso Алмаз Сманбеков?; 13 febbraio 1998) è un lottatore kirghiso, specializzato nella lotta libera.

## Biografia
Ha fatto parte della sepdizione kirghisa ai Giochi asiatici di Giacarta e Palembang, dove si è classificato undicesimo nei 57 kg.
Ai mondiali di Nur-Sultan 2019 si è piazzato al nono posto nella categoria dei 61 kg.
Ai campionati asiatici di Ulan Bator 2022 ha vinto la medaglia di bronzo nel torneo dei 57 kg.

## Palmarès
| Anno | Manifestazione             | Sede                 | Evento | Risultato | Note |
| ---- | -------------------------- | -------------------- | ------ | --------- | ---- |
| 2015 | Mondiali cadetti           | Sarajevo             | 50 kg  | 5º        |      |
| 2016 | Campionati asiatici junior | Manila               | 55 kg  | 10º       |      |
| 2017 | Mondiali junior            | Tampere              | 55 kg  | 9º        |      |
| 2018 | Campionati asiatici        | Biškek               | 57 kg  | 11º       |      |
| 2018 | Campionati asiatici junior | Nuova Delhi          | 57 kg  | Bronzo    |      |
| 2018 | Giochi asiatici            | Giacarta e Palembang | 57 kg  | 11º       |      |
| 2018 | Mondiali U23               | Bucarest             | 57 kg  | 12º       |      |
| 2019 | Mondiali                   | Nur-Sultan           | 61 kg  | 9º        |      |
| 2019 | Mondiali U23               | Budapest             | 57 kg  | 12º       |      |
| 2022 | Campionati asiatici        | Ulan Bator           | 57 kg  | Bronzo    |      |